# Orthomegas maryae
Orthomegas maryae es una especie de escarabajo longicornio del género Orthomegas, tribu Callipogonini, subfamilia Prioninae. Fue descrita científicamente por Schmid en 2011.

## Descripción
Mide 40-50 milímetros de longitud.

## Distribución
Se distribuye por Guayana Francesa.